# ماریا مارتین
ماریا مارتین (انگلیسی: María Martín؛ ‏ ۱۴ ژوئیهٔ ۱۹۲۳ – ۱۰ ژوئن ۲۰۱۴) بازیگر اهل اسپانیا بود.
از فیلم‌ها یا برنامه‌های تلویزیونی که وی در آن نقش داشته‌است، می‌توان به چاقوکش‌ها، دکتر ژیواگو، سفر به ایتالیا و قتل‌های خیابان مورگ اشاره کرد.